# 陈威翰
陈威翰（1987年10月19日—）於2008年，在台灣三立台灣台古裝連續劇《戲說台灣之兔兒神弄姻緣》劇中，主要扮演「兔兒神」此一角色，而得以被台灣與中國大陸觀眾所熟知。2010年，陳威翰與兔兒神一詞登上全中國新浪搜尋爆紅關鍵字與土豆網第一名。2012年憑湖南衛視《深宮諜影》飾演城府極深的王公公一角，於中國大陸新銳盛典獲得「年度風雲最佳男演員獎」。2012年，於山東衛視與藝人趙顯宰、任容萱等人合力演繹校園偶像劇《青春風暴》。2013年，憑藉湖南衛視《女人淚》出演智能障礙者「張程」，获得2014年中國金鷹獎最佳男配角獎。2014、2015年出演湖南衛視賀歲三部曲天天有喜、劉海戲金蟾、天天有喜之人間有愛兔兒神一角，為全年度收視總冠軍，歷年收視僅次於還珠格格，三部網路總點擊率157億。隔年取代葉祖新出演新濟公活佛引發爭議。2016年登上央視秋晚，其梅蘭芳之扮相引發網路熱議，同年接下中央電視台CCTV8之「魅力中國城」的主持棒，與華少搭檔。
2016年以電視劇《花千骨》中殺阡陌一角，與趙麗穎、霍建華合拍前爆出新聞風波，從網路流出定裝照因而惹議。
2018、2019兼任愛奇藝與芒果TV網劇總監製，出品《食分喜歡你》、《浪花男神》等IP流量網劇。
2018，他擔任三立電視都會台監製至今，出品《必勝大丈夫》等劇，並監製中國大陸地區愛奇藝作品，如《濟公伏魔錄》、《八仙傳奇》；2020年，擔任愛奇藝總監製，出品我在六扇門的日子，該劇於2020年12月16日在愛奇藝獨播。2020年監製愛奇藝雲騰網劇，《八仙傳奇之狂龍癲鳳》，由導演劉鎮偉執導。

## 演藝經历
2008年，在台湾三立台灣台古裝连续剧《戲說台灣之兔儿神弄姻缘》剧中，主要扮演“兔儿神”一角，而得以被台灣與大陸观众所熟知。
2010年，陈威翰与兔儿神一词登上新浪搜寻爆红关键字与土豆网第一名。
2010-2011年，陈威翰将事业重心转向中国大陸，开始参演多部热播大剧。
2012年，陳威翰凭湖南卫视《深宫谍影》饰王公公一角，於中央新锐盛典获得“年度风云最佳男演员奖”。同年，在山東衛視，陳與韓星趙顯宰、台籍任容萱等人合力演繹校園偶像劇青春風暴。
2013年，在湖南衛視《女人淚》出演智能障礙者「張程」，入圍且获得2014年金鷹獎最佳男配角。同年，也在湖南卫视天天有喜分饰兔儿神、日月道长，该剧同时为当年度收视总冠军。
2013年，與惠英紅攜手主演湖南卫视唐宫燕太子李重俊，演技广受好评。2013年陳威翰中國內地最受歡迎人氣男星排行第十一。
2014年，在深圳卫视开年大戏《土地公土地婆》饰石神，其百变造型广受讨论。同年，湖南卫视《济公活佛》取代叶祖新饰必清飽受爭议，其凭借俊俏的古装扮相与扎实的演技被追捧为“古装花美男”。
2015年，在中國中央電視台電視劇仙俠劍出演反一號，無極門主常熙，精湛演技被新浪娛首評為蛇蠍美男。同年在華視電視劇《愛你沒條件》劇中演出，扮演的角色名為「陳家興」。
2016年湖南衛視開年大戲天天有喜之人间有爱古裝魔幻大劇飾演夜犬，與女主角虐心橋段令人印象深刻，該劇亦為目前年度收視冠軍。
2018年7月8日，央視八套《樓外樓》飾演男二號浙商安清雨，為該年暑期檔全國收視冠軍。
2018年登上央視秋晚，粉墨登場「新貴妃醉酒」，引起網路熱議，新浪微博話題榜蟬聯兩週熱度冠軍。
2018年，四川衛視《灰雁》飾演梅蘭芳，精湛演技與身段詮釋了梅蘭芳傳奇的一生，與三名黨員合作，寫下傳奇的篇章。與同劇演員張晨光、魏大勛、等人精彩出演。
2019年，轉居幕後，執掌出品監製多部大陸地區愛奇藝與騰訊網劇。

## 電視劇

### 出演
| 年份           | 頻道                       | 劇名                                   | 飾演      |
| 2006年         | 中視                       | 《國光異校》                           | 高大倉    |
| 2006年         | 台視                       | 《神机妙算刘伯温第4单元：九关十八斩》  | 幼秀      |
| 2007年         | 台視                       | 《神机妙算刘伯温》第8单元：女儿国      | 夏廉多凛  |
| 2007年         | 三立都會台                 | 《櫻野三加一》                         | 小魏      |
| 2007年         | 三立都會台                 | 《鬥牛，要不要》                       | 賈寶貝    |
| 2008年         | 台視                       | 《怀玉传奇 千金妈祖》第2单元：宫中风云 | 陳公公    |
| 2009年         | 台視                       | 《嘉庆君游台湾》第4单元：真命天子      | 小古      |
| 2011年         | 台視                       | 《巅峰时代》                           | 蒋奕霖    |
| 2015年         | 華視                       | 《愛你沒條件》                         | 陳家興    |
| 2008年12月1日  | 三立台灣台                 | 戏说台湾《鹿港葫蘆問》                 | 潘俊貴    |
| 2009年3月2日   | 戏说台湾《土地公犯桃花》   | 土地公                                 |           |
| 2009年3月23日  | 戏说台湾《棉被媽觕白賊七》 | 白賊七                                 |           |
| 2009年5月4日   | 戏说台湾《水流仙姑》       | 方文義                                 |           |
| 2009年6月8日   | 戲說台灣《石麒麟救母》     | 杜永喜                                 |           |
| 2009年9月14日  | 戏说台湾《油炸活包公》     | 包不同                                 |           |
| 2009年11月9日  | 戲說台灣《靈貓弄十八王公》 | 張俊豪                                 |           |
| 2010年1月18日  | 戲說台灣《乞金龜》         | 洪俊忠                                 |           |
| 2010年3月15日  | 戲說台灣《笨港玉環姐》     | 許峻德                                 |           |
| 2010年5月10日  | 戏说台湾《魁星爺掠賊偷》   | 林天佑                                 |           |
| 2010年6月7日   | 戲說台灣《冬生娘的契女》   | 林文正                                 |           |
| 2010年7月5日   | 戏说台湾《兔兒神弄姻緣》   | 兔兒神                                 |           |
| 2010年8月9日   | 戏说台湾《龍女拜觀音》     | 龍太子                                 |           |
| 2010年9月27日  | 戲說台灣《賣妻》           | 馬頭精                                 |           |
| 2010年11月15日 | 戲說台灣《布袋和尚》       | 金春發                                 |           |
| 2011年2月7日   | 戲說台灣《娶醜女大富貴》   | 灶神                                   |           |
| 2011年4月4日   | 戲說台灣《金鯉奇緣》       | 黃文才                                 |           |
| 2011年5月2日   | 戲說台灣《雞啼三聲不同命》 | 招財王                                 |           |
| 2019年9月23日  | 戲說台灣《無鹽女美人夢》   | 劉世賢                                 |           |
| 2019年11月18日 | 戲說台灣《蘇王爺除疫鬼》   | 蘇王爺                                 |           |
| 2019年12月16日 | 戲說台灣《糊紙店風雲》     | 陳大發                                 |           |
| 2020年2月3日   | 戲說台灣《太歲安太座》     | 鍾文彬                                 |           |
| 2020年5月18日  | 戲說台灣《鬼姑婆點尪婿》   | 蔡俊賢                                 |           |
| 2020年9月7日   | 戲說台灣《抓鬼門神》       | 陳俊良                                 |           |
| 2020年11月30日 | 戲說台灣《潛水媽挽胭脂蟲》 | 李文貴                                 |           |
| 2021年1月18日  | 戲說台灣《臥龍地連環計》   | 諸葛孔明                               |           |
| 2021年2月22日  | 戲說台灣《花公花婆亂陰陽》 | 王石清                                 |           |
| 2021年4月19日  | 戲說台灣《白蓮聖母》       | 吳府千歲                               |           |
| 2021年7月12日  | 戲說台灣《相會枉死城》     | 張雲生                                 |           |
| 2021年7月19日  | 戲說台灣《蛇郎君嫁妹》     | 蛇郎君                                 |           |
| 2021年9月6日   | 戲說台灣《四鯤鯓風雲》     | 疾風 郭劍生                            |           |
| 2021年10月11日 | 戲說台灣《白目眉渡鷹雄》   | 陳春生                                 |           |
| 2022年1月17日  | 戲說台灣《乞食鬥地主》     | 吳全勝                                 |           |
| 2022年3月7日   | 戲說台灣《瘟神再世》       | 呂岳 許無傷                            |           |
| 2022年10月17日 | 戲說台灣《蝦精搶靈穴》     | 王文成                                 |           |
| 2022年11月14日 | 戲說台灣《電母疼新婦》     | 楊明誠                                 |           |
| 2022年11月28日 | 戲說台灣《代班土地公》     | 土地公                                 |           |
| 2022年12月19日 | 戲說台灣《醫神化鬼母冤》   | 兩錢                                   |           |
| 2023年2月6日   | 戲說台灣《金媽祖渡不孝女》 | 蔡英俊                                 |           |
| 2023年4月17日  | 戲說台灣《新蓋杯娘》       | 地靈                                   |           |
| 2011年         | 中國大陸                   | 《深宮諜影》                           | 王博木    |
| 2013年         | 中國大陸                   | 《天天有喜》                           | 兔儿神    |
| 2013年         | 中國大陸                   | 《唐宫燕》                             | 李重俊    |
| 2013年         | 中國大陸                   | 《土地公土地婆》                       | 小石神    |
| 2014年         | 中國大陸                   | 《女人泪》                             | 张程      |
| 2014年         | 中國大陸                   | 《青春风暴》                           | 李风 李岚 |
| 2014年         | 中國大陸                   | 《新济公活佛》                         | 必清      |
| 2015年         | 中國大陸                   | 《仙侠剑》                             | 常熙      |
| 2015年         | 中國大陸                   | 《金釵諜影》                           | 鐵威堂    |
| 2016年         | 中國大陸                   | 《天天有喜之人间有爱》                 | 夜犬      |
| 2016年         | 中國大陸                   | 《刘海戏金蟾》                         | 双耳神    |
| 2018年         | 中國大陸                   | 《飄香剑雨》                           | 凌阳子    |
| 2019年         | 中國大陸                   | 《樓外樓》                             | 安清雨    |
| 2023年         | 公視                       | 《牛車來去》                           | 邱萬成    |
| 2023年         | 中國大陸                   | 《蝶影》(2015年拍摄)                   | 唐二十三  |

### 監製（大陸地區）
| 年份   | 頻道       | 劇名             |
| 2018年 | 愛奇藝     | 八仙傳奇         |
| 2018年 | 愛奇藝     | 食分喜歡你       |
| 2018年 | 三立都會台 | 必勝大丈夫       |
| 2019年 | 愛奇藝     | 我在六扇門的日子 |
| 2020年 | 愛奇藝     | 八仙傳奇狂龍癲鳳 |
| 2020年 | 騰訊視頻   | 浪花男神         |
| 2021年 | 院線電影   | 啟動人生         |

## 廣告代言
- 2012 中國春秋航空
- 2012-2013潮流品牌 SUPREME 上海
- 2013 伊利巧樂滋雪糕
- 2013 中國通用吉普車
- 2013-2014 愛迪達 Adidas NEO運動全系列

## 獎項
| 年份   | 獲提名       | 獎項                             | 結果 |
| ------ | ------------ | -------------------------------- | ---- |
| 2012年 | 《深宮諜影》 | 中央新銳盛典年度風雲最佳男演員獎 | 獲獎 |
| 2014年 | 《女人淚》   | 金鷹獎最佳男配角                 | 獲獎 |

## 外部連結
- 陈威翰的新浪微博
- 陈威翰的新浪博客
- 陈威翰的Facebook專頁
- 陳威翰粉絲後援會 （页面存档备份，存于）